# Ministère fédéral de l'Éducation et de la Recherche
Le ministère fédéral de l'Éducation et de la Recherche ou ministère fédéral de la Formation et de la Recherche, (Bundesministerium für Bildung und Forschung, BMBF) est le ministère du Gouvernement fédéral allemand chargé du financement de la recherche scientifique et de la régulation générale du système éducatif, qui reste très largement une compétence des Länder coopérant au moyen de la Conférence permanente des ministres de l'éducation des Länder.
Il est dirigé depuis le 6 mai 2025 par :
- Karin Prien : ministre fédérale de l'Éducation, de la Famille, des Personnes âgées, des Femmes et de la Jeunesse ;
- Dorothee Bär : ministre fédérale de la Recherche, de la Technologie et de l'Espace.

## Mission
Le ministère est chargé :
- de la politique en matière de formation professionnelle extrascolaire et de formation continue ;
- des principes généraux de l’enseignement supérieur ;
- des aides aux écoliers, apprentis et étudiants méritants et aux jeunes chercheurs ;
- du financement des échanges d’apprentissage, d’études, de formation continue et de recherche dans d’autres pays.

Il partage certaines de ses compétences avec les Länder, notamment :
- la régulation et du financement des bourses de l’enseignement supérieur ;
- la création ou de la transformation des établissements d’enseignement supérieur ;
- le financement de la recherche fondamentale ;
- la politique de formation et de recherche à long terme.

Ses financements en matière de recherche bénéficient en particulier à la recherche sur l’environnement, le climat, la santé, l’amélioration des conditions de travail, l’éducation, la société, les technologies de l'information, les biotechnologies et les transports.
Le ministère coopère également avec les autres États, l’Union européenne, des organisations internationales comme l’UNESCO et le Conseil de l’Europe, en matière de formation, de science, de recherche et de technologie.

## Organisation

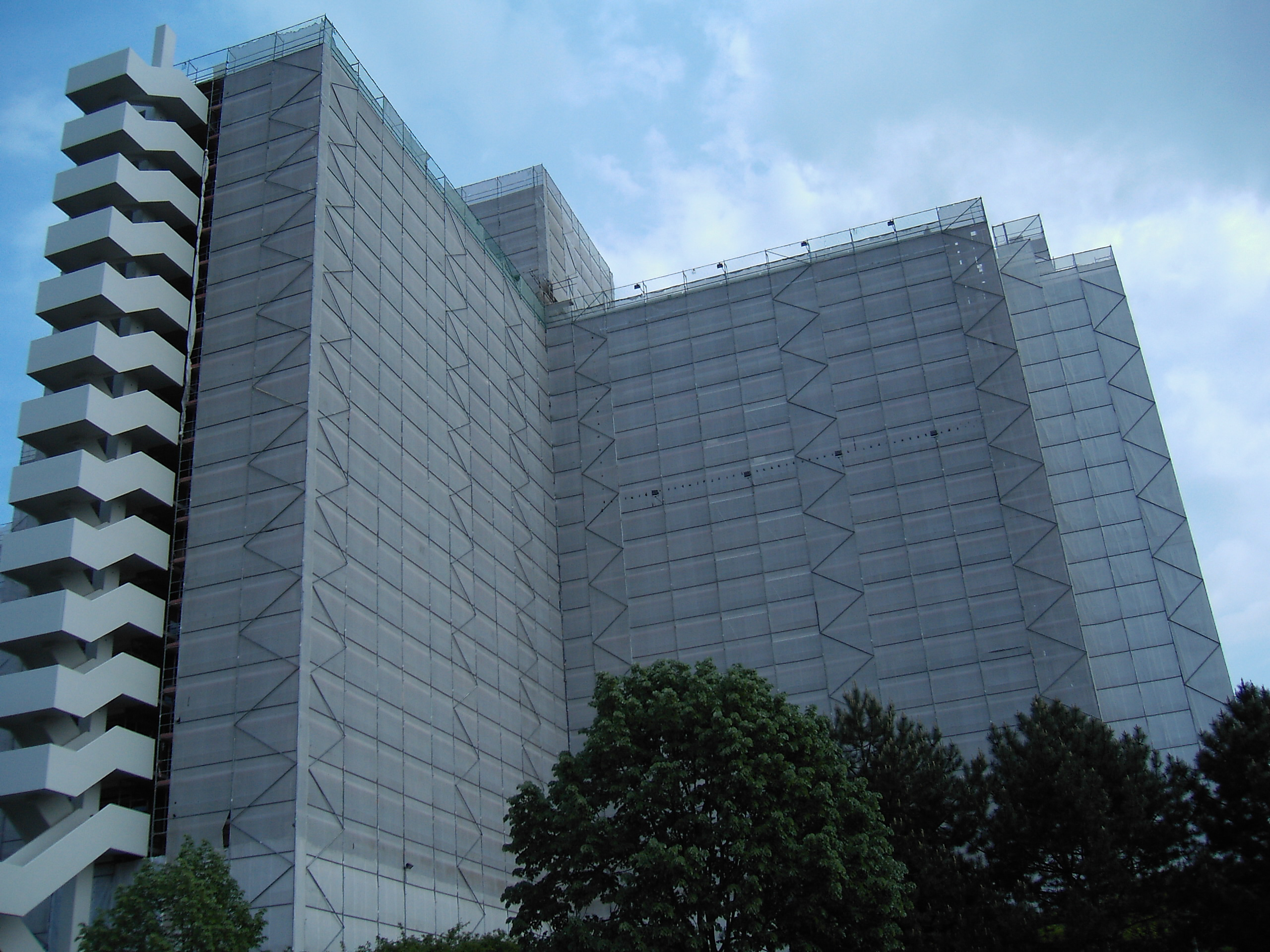
Les Kreuzbauten, à Bonn, siège principal du ministère.

Le ministère est une administration fédérale suprême. Il est organisé en huit sections :
- section Z : Section centrale ;
- section 1 : Stratégies et questions fondamentales ;
- section 2 : Coopération européenne et internationale en matière de formation et de recherche ;
- section 3 : Formation professionnelle et formation continue ;
- section 4 : Systèmes de recherche ;
- section 5 : Technologies-clefs – Recherche pour l’innovation ;
- section 6 : Biologie – Recherche pour la santé ;
- section 7 : Prévoyance – Recherche pour la culture, fondements et durabilité.

Le budget fédéral attribue au ministère 8,518 milliards d’euros pour 2007.
Le ministre fédéral est assisté de deux secrétaires d’État parlementaires et de deux secrétaires d’État.
Le ministère a son siège principal à Bonn, et dispose d’un siège secondaire à Berlin.

## Histoire
Le premier ministère à caractère scientifique de la République fédérale d'Allemagne (RFA) voit le jour le 20 octobre 1955 sous le nom de ministère fédéral des Questions nucléaires (Bundesministerium für Atomfragen). Ses compétences s'accroissent aux questions énergétiques puis scientifiques, et il est renommé ministère fédéral de la Recherche scientifique (Bundesministerium für Wissenschaftliche Forschung) en 1962.
Il change de nouveau de nom en 1969 pour devenir le ministère fédéral de l'Éducation et de la Science (Bundesministerium für Bildung und Wissenschaft), mais perd une partie de ses compétences au profit du ministère fédéral de la Recherche et de la Technologie (Bundesministerium für Forschung und Technologie), créé en 1972 et auquel est rattaché, jusqu'en 1974, le ministère fédéral des Postes et des Télécommunications. 
En 1990, lors de la réunification allemande, il étend ses activités sur le territoire de l'ancienne République démocratique allemande aux dépens du ministère de l'Éducation de la RDA qui a été dissout, dont les prérogatives ont été réparties entre l'État fédéral et les nouveaux Länder. Néanmoins, le siège principal du ministère reste à Bonn et ne déménage pas à Berlin comme la plupart des organes du pouvoir fédéral.
En 1994, les deux portefeuilles fédéraux de l'Éducation et de la Science, d'une part, et celui de la Recherche et de la Technologie, d'autre part, sont fusionnés au sein du ministère fédéral de l'Éducation, de la Science, de la Recherche et de la Technologie (Bundesministerium für Bildung, Wissenschaft, Forschung und Technologie). Les compétences technologiques sont transférées au ministère fédéral de l'Économie quatre ans plus tard, et le ministère prend le nom de ministère fédéral de l'Éducation et de la Recherche (Bundesministerium für Bildung und Forschung).

## Liste des ministres

### Chargés de l'Énergie
| Nom                                                     | Nom                | Dates du mandat | Dates du mandat | Parti | Cabinet(s)             |
| ------------------------------------------------------- | ------------------ | --------------- | --------------- | ----- | ---------------------- |
|                                                         | Franz Josef Strauß | 21/10/1955      | 16/10/1956      | CSU   | Adenauer II            |
|                                                         | Siegfried Balke    | 16/10/1956      | 11/12/1962      | CSU   | Adenauer II, III et IV |
| Titre du portefeuille : - 1961-1962 : Énergie nucléaire |                    |                 |                 |       |                        |

### Chargés de l'Éducation
| Nom                                                                                             | Nom                     | Dates du mandat  | Dates du mandat | Parti  | Cabinet(s)        |
| ----------------------------------------------------------------------------------------------- | ----------------------- | ---------------- | --------------- | ------ | ----------------- |
|                                                                                                 | Hans Leussink           | 20/10/1969       | 15/03/1972      | Sans   | Brandt I          |
|                                                                                                 | Klaus von Dohnanyi      | 15/03/1972       | 07/05/1974      | SPD    | Brandt I et II    |
|                                                                                                 | Helmut Rohde            | 16/05/1974       | 16/02/1978      | SPD    | Schmidt I et II   |
|                                                                                                 | Jürgen Schmude          | 16/02/1978       | 28/01/1981      | SPD    | Schmidt II et III |
|                                                                                                 | Björn Engholm           | 28/01/1981       | 04/10/1982      | SPD    | Schmidt III       |
|                                                                                                 | Dorothee Wilms          | 04/10/1982       | 18/02/1987      | CDU    | Kohl I et II      |
|                                                                                                 | Jürgen W. Möllemann     | 18/02/1987       | 20/12/1990      | FDP    | Kohl III          |
|                                                                                                 | Rainer Ortleb           | 20/12/1990       | 04/10/1994      | FDP    | Kohl IV           |
|                                                                                                 | Karl-Hans Laermann      | 04/10/1994       | 10/10/1994      | FDP    | Kohl IV           |
|                                                                                                 | Jürgen Rüttgers         | 10 novembre 1994 | 26 octobre 1998 | CDU    | Kohl V            |
|                                                                                                 | Edelgard Bulmahn        | 26 octobre 1998  | 18 octobre 2005 | SPD    | Schröder I et II  |
|                                                                                                 | Annette Schavan         | 22 novembre 2005 | 14 février 2013 | CDU    | Merkel I et II    |
|                                                                                                 | Johanna Wanka           | 14 février 2013  | 14 mars 2018    | CDU    | Merkel II et III  |
|                                                                                                 | Anja Karliczek          | 14 mars 2018     | 8 décembre 2021 | CDU    | Merkel IV         |
|                                                                                                 | Bettina Stark-Watzinger | 8 décembre 2021  | 7 novembre 2024 | FDP    | Scholz            |
|                                                                                                 | Cem Özdemir             | 8 novembre 2024  | 6 mai 2025      | Grünen | Scholz            |
|                                                                                                 | Karin Prien             | 6 mai 2025       | En fonction     | CDU    | Merz              |
| Titre du portefeuille : - Depuis 2025 : Éducation, Famille, Personnes âgées, Femmes et Jeunesse |                         |                  |                 |        |                   |

### Chargés de la Recherche
| Nom                                                                       | Nom                 | Dates du mandat | Dates du mandat | Parti | Cabinet(s)            |
| ------------------------------------------------------------------------- | ------------------- | --------------- | --------------- | ----- | --------------------- |
|                                                                           | Hans Lenz           | 14/12/1962      | 17/10/1965      | FDP   | Adenauer V Erhard I   |
|                                                                           | Gerhard Stoltenberg | 19/10/1965      | 19/10/1969      | CDU   | Erhard II, Kiesinger  |
|                                                                           | Horst Ehmke         | 13/12/1972      | 16/05/1974      | SPD   | Brandt II             |
|                                                                           | Hans Matthöfer      | 16/05/1974      | 16/02/1978      | SPD   | Schmidt I et II       |
|                                                                           | Volker Hauff        | 16/02/1978      | 04/11/1980      | SPD   | Schmidt II            |
|                                                                           | Andreas von Bülow   | 04/11/1980      | 01/10/1982      | SPD   | Schmidt III           |
|                                                                           | Heinz Riesenhuber   | 04/10/1982      | 21/01/1993      | CDU   | Kohl I, II, III et IV |
|                                                                           | Matthias Wissmann   | 21/01/1993      | 13/05/1993      | CDU   | Kohl IV               |
|                                                                           | Paul Krüger         | 13/05/1993      | 10/11/1994      | CDU   | Kohl IV               |
|                                                                           | Dorothee Bär        | 6 mai 2025      | En fonction     | CSU   | Merz                  |
| Titre du portefeuille :` - Depuis 2025 : Recherche, Technologie et Espace |                     |                 |                 |       |                       |